# Ti si moja prva ljubav
«Ti si moja prva ljubav» («Ты моя первая любовь») — песня, с которой 11-летний хорватский певец Дино Елусич выиграл самое первое «Детское Евровидение» в 2003 году.
Слова и музыку к ней он написал сам.
В припеве поётся:
Ты моя первая любовь
Эту песню тебе пою я
Всего меня обмотала [вокруг своего пальца], свела с ума
И я уже не знаю, сколько будет 2 + 2

Ti si moja prva ljubav,
ovu pjesmu tebi pjevam ja,
cijelog si me smotala, zaludila
i više ne znam koliko je dva i dva.

Песня в одночасье стала хитом.
В 2018 году хорватский интернет-сайт «Тулумарка» поместил эту песню на 2-е место своего списка «25-ти лучших песен для исполнения в караоке в состоянии алкогольного опьянения».
Песня «Ti si moja prva ljubav» является де-факто гимном сборной Хорватии по футболу U-21. Футболисты начали слушать её во время первого отборочного раунда чемпионата Европы по футболу среди молодёжных команд 2019 года, и в итоге весь отборочный тур прошёл под её знаком.